# Telescopul Allen Array
Telescopul Allen Array - Allen Telescope Array (ATA), cunoscut anterior ca One Hectare Telescope (1hT), este un radiotelescop dedicat observațiilor astronomice și a căutării simultane a inteligenței extraterestre (SETI). Este situat la Observatorul Radio din Hat Creek din comitatul Shasta, la 290 mile (470 km) nord-est de San Francisco, California. 
Proiectul a fost inițial dezvoltat ca un efort comun între Institutul SETI și Laboratorul de Radio Astronomie (RAL) de la Universitatea din California, Berkeley (UC Berkeley), cu fonduri obținute dintr-o donație inițială de 11,5 milioane de dolari americani din partea Paul G. Allen Family Foundation. Prima fază a construcției a fost finalizată, iar Telescopul Allen Array a devenit în sfârșit operațional la 11 octombrie 2007 cu 42 de antene (ATA-42), după ce Paul Allen (co-fondatorul Microsoft) a strâns încă 13,5 milioane de dolari pentru a susține construcția primei și a celei de a doua faze.
Cu toate că Allen, per total, a contribuit cu mai mult de 30 de milioane de dolari la proiect, nu a reușit să construiască cele 350 de antene de 6,1 m diametru planificate inițial, iar proiectul a avut probleme de funcționare continuă între aprilie și august 2011, după care au fost reluate observațiile.     Ulterior, UC Berkeley a ieșit din proiect în aprilie 2012. Facilitatea este acum administrată de SRI International (fostul Institut de Cercetare Stanford), un institut independent de cercetare nonprofit. Începând cu anul 2016, Institutul SETI efectuează observații  cu Telescopul Allen Array între orele 18:00 și 6:00 zilnic. 
În august 2014, instalația a fost amenințată de un incendiu forestier din zonă și a fost închisă pe termen scurt.